# Michael Aguilar
Michael Aguilar (9 april 1979) is een Belizaans atleet, die is gespecialiseerd in de 400 m horden. Eenmaal nam hij deel aan de Olympische Spelen, maar bleef medailleloos. 

## Biografie
In 2004 kwalificeerde Aguilar zich voor de Olympische Spelen. Hij werd uitgeschakeld in de reeksen van de 400 m horden.

## Persoonlijk record
| Onderdeel    | Prestatie | Datum      | Plaats     |
| ------------ | --------- | ---------- | ---------- |
| 400 m horden | 50,75 s   | 8 mei 2004 | Eagle Rock |